# نانوکا هارا
نانوکا هارا (انگلیسی: Nanoka Hara؛ زادهٔ ۲۶ اوت ۲۰۰۳) بازیگر اهل ژاپن است. وی از سال ۲۰۰۹ میلادی تاکنون مشغول فعالیت بوده‌است.